# Den muslimske gravplads i Brøndby
55°38′52.98″N 12°26′37.24″Ø / 55.6480500°N 12.4436778°Ø
Den muslimske gravplads i Brøndby er det første muslimske begravelsessted i Danmark, der ikke ligger i tilknytning til en kristen kirkegård. Pladsen, der under nogen medieopmærksomhed blev muliggjort af en lokalplan vedtaget af Brøndby Kommune i 2001, ligger i den grønne kile mellem Brøndbyøster og Avedøre ved siden af Hvidovre Hospitals psykiatriske afdeling syd for Brøndbyskoven. Den dækker et område på 50.000 m², hvoraf de 32.000 m² må anvendes til gravpladser. På denne baggrund vurderes det, at gravpladsen har kapacitet til at rumme mellem 6000 og 8000 muslimske grave, hvilket skulle kunne dække behovet 60 år frem i tiden.
Pladsen blev indviet den 22. september 2006 med deltagelse af blandt andre kirkeminister Bertel Haarder og integrationsminister Rikke Hvilshøj. Indvielsen af gravpladsen blev af formand for Dansk Islamisk Begravelsesfond, Kasem Ahmad, kaldt for den vigtigste historiske begivenhed for muslimer i Danmark.

## Historie
Planerne for gravpladsen går tilbage til begyndelsen af 1990'erne, hvor en række muslimske organisationer og trossamfund arbejdede på dens muliggørelse. På det tidspunkt kom grunden i Brøndby dog ikke i betragtning, og arbejdet bestod i at lede efter egnede lokaliteter forskellige steder i Danmark. Det var imidlertid ikke muligt at finde et område, idet kommunernes lokalplaner ikke tillod opførelsen af gravpladser. Indsam – som var Danmarks største indvandreorganisation – valgte at klage til kirkeminister Margrete Vestager over forløbet af kommunernes og kirkeministeriets sagsbehandling, som organisationen fandt for langsom. I 2001, da posten som kirkeminister var overtaget af Johannes Lebech, lovede han, at der ville være fundet en grund til formålet ved udgangen af samme år.
Efter Lebech havde udtalt dette til medierne, henvendte miljøminister Svend Auken sig til Lebech og fortalte, at han havde fundet en egnet grund. Auken havde forud for denne henvendelse kontaktet Brøndby Kommune, og borgmesteren, Kjeld Rasmussen, tilbød et areal på omkring 4,5 hektar til en pris af ca. kr. 700.000. Problemet var dog – viste det sig – at grunden siden 1930 var ejet af Københavns Kommune. Det kom hurtigt på tale, at Brøndby Kommune skulle overtage grunden. Men  overborgmesteren i Københavns Kommune, Jens Kramer Mikkelsen, vurderede, at grunden var kr. 21,5 millioner værd. Den store forskel mellem Brøndby Kommunes og Københavns Kommunes vurderinger skyldtes, at de to ikke var enige om grunden lå i landzone eller byzone. Brøndby Kommune – med borgmesteren i spidsen – valgte på dette tidspunkt at ændre lokalplanen for området, således at det fremgik tydeligt, at der var tale om landzone. Dette gjorde, at grunden kun måtte bebygges med 1%, hvilket akkurat tillod en mindre bebyggelse som fx et bedehus. Det gjorde endvidere, at kommunen var juridisk forpligtet til at købe grunden; og de to kommuner kunne begynde forhandlingen om prisen – en pris, der som følge af, at grunden nu var landzone, måtte ligge nærmere kr. 700.000 end kr. 21,5 millioner.
Forhandlingerne trak ud, fordi de to kommuner stadig havde uoverensstemmelser om grundens pris. For Indsams vedkommende lå det dog fast, at prisen ikke skulle overstige kr. 3 millioner, hvis foreningen skulle kunne rejse den fornødne kapital til at købe grunden. Hverken Brøndby Kommune eller Københavns Kommune ville give sig, og august 2001 blev det vedtaget, at en uvildig taksationskommission skulle vurdere grundens værdi, hvorefter Brøndby Kommune skulle købe den for denne pris, således at Indsam kunne købe den af Brøndby Kommune. Endeligt skulle den danske stat kompensere Brøndby Kommune for forskellen mellem de 3 millioner, som Indsam kunne betale, og det beløb, den måtte betale til Københavns Kommune. Snart efter skulle der imidlertid opstå yderligere forsinkelser, da statsminister Poul Nyrup Rasmussen i mellemtiden havde udskrevet folketingsvalg.
Efter valget overtog Tove Fergo posten som kirkeminister, og hendes opfattelse var – fortalte hun kort efter, at det ikke var statens opgave at betale kompensation til Brøndby Kommune. Det forhindrede dog ikke taksationskommissionen i at påbegynde vurderingen af grunden. Under denne proces gik Indsam konkurs, og det muslimske miljø i Danmark stod uden kapital til at opkøbe grunden. Konkursen førte til, at 27 muslimske organisationer i januar 2003 gik sammen for at danne Dansk Islamisk Begravelsesfond, der skulle rejse ny kapital. Taksationskommissionen – med Kirkeministeriet som mellemmand i forhandlingerne – slog senere fast, at prisen for grunden højst måtte være kr. 2 millioner. Brøndby Kommune overtog grunden, og efter en licitation, hvor Dansk Islamisk Begravelsesfond overtog grunden af Brøndby Kommune for kr. 3,2 millioner, ejes den nu af denne fond. Overtagelsen af grunden fandt sted januar 2005.
Under opførelsen af gravpladsen, der efterfølgende kunne begynde, blev arbejdet forstyrret af hærværk, der hos de involverede parter rejste tvivl om, hvorvidt projektet overhovedet kunne gennemføres. Fx kørte ukendte gerningsmænd i biler på pladsen og fræsede hjulspor, ligesom der blev malet hagekors i græsset. Kjeld Rasmussen oplevede desuden at blive udsat for trusler fra nynazister på baggrund af hans medvirken til at fremme opførelsen af gravpladsen.
Formand for Dansk Islamisk Begravelsesfond, Kasem Ahmad, udtalte nogle måneder før indvielsen, at flere personer har ytret ønske om at få flyttet deres afdøde pårørende fra deres nuværende gravsted til en plads på den muslimske gravplads i Brøndby. En sådan handling – understreger Ahmad – betragtes dog normalt som uetisk inden for islam, ligesom lovgivningen på området kun i sjældne tilfælde vil tillade det.

## Gravpladsen i medierne
Opførelsen af gravpladsen har gentagne gange været omtalt i medierne, hvor den blandt andet er blevet  fremstillet som værende genstand for en række uenigheder mellem de indbefattede parter. Fx har der været fremført teorier om gammelt fjendskab og magtkampe mellem de daværende borgmestre for Brøndby Kommune og Københavns Kommune. Dette skyldes blandt andet, at Brøndbys borgmester, Kjeld Rasmussen, i 2001 udtalte, at han på forhånd var klar over, at grunden i virkeligheden var ejet af Københavns Kommune. Desuden har Rasmussen udtalt, at han var irriteret over Københavns overborgmester Jens Kramer Mikkelsens tilsyneladende trang til at ville bestemme, hvad der foregår i Brøndby. En irritation, der skulle bunde i Københavns Kommunes høje vurdering af grundens værdi. Kramer var desuden ikke tilfreds med Rasmussens ændring af lokalplanen, således grunden kom til at ligge i landzone i stedet for byzone. Et træk, der så at sige gjorde, at Københavns Kommune gik glip af mange millioner.
Medierne har desuden spekuleret i, hvorvidt der blandt muslimske politikere i Københavns Borgerrepræsentation foregik en kamp om, hvem der kunne tage den endelige ære for gravpladsens tilblivelse.